# نادی‌شیمونیی
نادْیْ‌شیمونیی (به مجاری:  Nagysimonyi) یک شهرداری در مجارستان است که در واش واقع شده‌است. نادی‌شیمونیی ۱۵٫۶۷ کیلومتر مربع مساحت و ۹۷۶ نفر جمعیت دارد.